# Chilodontaidae
Chilodontaidae là một họ ốc biển thuộc nhánh Vetigastropoda (theo ghi nhận của Gastropoda by Bouchet & Rocroi, 2005). Chúng được sếp vào siêu họ Neritoidea.

## Phân loại
Theo phân loại Gastropoda by Bouchet & Rocroi, 2005, họ này được chia thành 3 phân họ:
- Chilodontinae Wenz, 1938
- Calliotropinae Hickman & McLean, 1990
- Cataeginae McLean & Quinn, 1987

## Các chi
Theo phân loại World Register of Marine Species:
- † Agathodonta Cosman, 1918
- Ascetostoma Herbert, 2012
- † Calliovarica H. Vokes, 1939
- Chilodonta Etallon, 1862
- Clypeostoma Herbert, 2012
- Danilia Brusina, 1865
- Dentistyla Dall, 1889
- Euchelus Philippi, 1847
- Granata Cotton, 1957
- Herpetopoma Pilsbry, 1889
- Hybochelus Pilsbry, 1889
- Mirachelus Woodring, 1928
- † Odontoturbo Loriol, 1887
- † Onkospira Zittel, 1873
- Perrinia H. & A. Adams, 1854
- Pholidotrope Herbert, 2012
- Tallorbis G. Nevill & H. Nevill, 1869
- Vaceuchelus Iredale, 1929

### Genera brought into synonymy
- Craspedotus Philippi, 1847: synonym of Danilia Brusina, 1865
- Heliciella O.G. Costa, 1861: synonym of Danilia Brusina, 1865
- Huttonia Kirk, 1882: synonym of Herpetopoma Pilsbry, 1890
- Nevillia H. Adams, 1868: synonym of Alcyna A. Adams, 1860
- Olivia Cantraine, 1835: synonym of Danilia Brusina, 1865